# Франк Шафер
Франк Шафер (Ајзенхитенштат, Бранденбург 23. октобар 1958) је источнонемачки атлетичар који се такмичио у дисциплини трчања на 400 метара.
На Олимпијским играма 1980. у Москви освојио је бронзану медаљу на 400 метара са најбољим временом у у каријери од 44,87 секунди. Он је такође помогао штафети Источне Немачке Клаус Тиле, Андреас Кнебел и Фолкер Бек у освајању сребрне медаље у 4 х 400 м на истом такмичењу.
Његов лични рекорд у времену 44,87 секунди му је осмо место међу немачки спринтерима на 400 метара, иза Томаса Шенлебеа, Ервина Скармала, Инго Шулца, Карла Хонца, Хармута Вебера, Mathias Schersing и Jens Carlowitz.
Франк Шафер се повукао из атлетике у 1984. години.